# Olympische Sommerspiele 2012/Boxen – Leichtgewicht (Frauen)
Der Boxwettbewerb im Leichtgewicht der Frauen (bis 60 kg) bei den Olympischen Spielen 2012 in London wurde vom 5. bis zum 9. August 2012 im Exhibition Centre London ausgetragen. 12 Boxerinnen nahmen an der olympischen Premiere teil.
Der Wettbewerb wurde im K.-o.-System ausgetragen. Begonnen wurde mit Achtelfinale, das 16 Startplätze umfasste. Da nur 12 Boxerinnen antraten, wurden vier Freilose gezogen. Die Gewinnerinnen kamen ins Viertelfinale und Halbfinale. Die Gewinnerinnen der Halbfinals kämpften um die Goldmedaille, beide Verliererinnen erhielten die Bronzemedaille.

## Achtelfinale
5. August 2012
| Boxer 1             | Ergebnis | Boxer 2         |
| ------------------- | -------- | --------------- |
| Katie Taylor        | Freilos  |                 |
| Quanitta Underwood  | 13 - 21  | Natasha Jonas   |
| Dong Cheng          | 10 - 5   | Mihaela Lăcătuș |
| Mawsuna Tschorijewa | Freilos  |                 |
| Mahjouba Oubtil     | Freilos  |                 |
| Saida Khassenova    | 14 - 16  | Adriana Araújo  |
| Alexis Pritchard    | 15 - 10  | Rim Jouini      |
| Sofja Otschigawa    | Freilos  |                 |

## Viertelfinale
6. August 2012
| Boxer 1          | Ergebnis | Boxer 2             |
| ---------------- | -------- | ------------------- |
| Katie Taylor     | 26 - 15  | Natasha Jonas       |
| Dong Cheng       | 8 - 13   | Mawsuna Tschorijewa |
| Mahjouba Oubtil  | 12 - 16  | Adriana Araújo      |
| Alexis Pritchard | 7 - 16   | Sofja Otschigawa    |

## Halbfinale
8. August 2012
| Boxer 1        | Ergebnis | Boxer 2             |
| -------------- | -------- | ------------------- |
| Katie Taylor   | 17 - 9   | Mawsuna Tschorijewa |
| Adriana Araújo | 6 - 11   | Sofja Otschigawa    |

## Finale

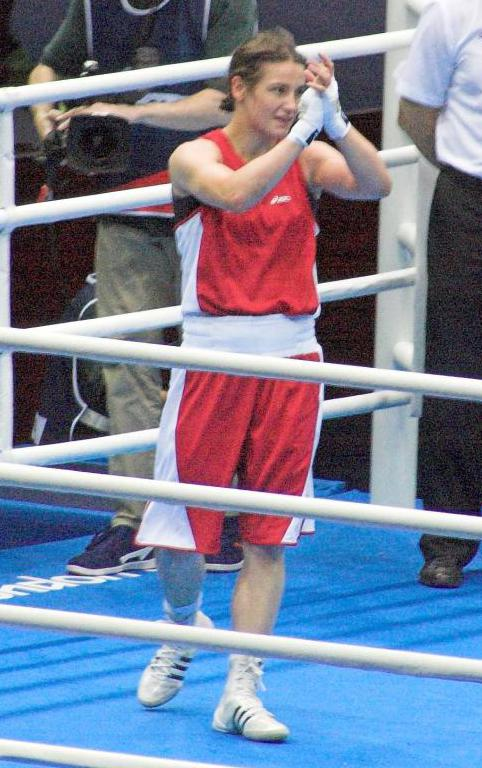
Olympiasiegerin Katie Taylor (IRL)

9. August 2012, 17:45 Uhr (MESZ)
| Boxer 1      | Ergebnis | Boxer 2          |
| ------------ | -------- | ---------------- |
| Katie Taylor | 17 - 9   | Sofja Otschigawa |

## Medaillen
Mavzuna Chorievas Bronzemedaille ist die einzige Medaille für Tadschikistan bei den Spielen von London.
| Platz | Name                | Nation        |
| ----- | ------------------- | ------------- |
| 01    | Katie Taylor        | Irland        |
| 02    | Sofja Otschigawa    | Russland      |
| 03    | Adriana Araújo      | Brasilien     |
| 03    | Mawsuna Tschorijewa | Tadschikistan |